# Time Capsule: Songs for a Future Generation
Albums de The B-52's
Planet Claire
(1995) Nude on the Moon: The B-52's Anthology
(2002)
Time Capsule: Songs for a Future Generation est une compilation des B-52's, sortie le 26 mai 1998.
L'opus contient seize de leurs singles, par ordre chronologique, ainsi que deux titres inédits. Un des deux, Debbie, est un hommage à Debbie Harry, chanteuse du groupe Blondie. La pochette de l'album représente les cinq membres originaux du groupe photographiés devant l'Unisphere.
L'album s'est classé 93e au Billboard 200.

## Liste des titres
| No  | Titre                                    | Album original              | Durée |
| --- | ---------------------------------------- | --------------------------- | ----- |
| 1.  | Planet Claire                            | The B-52's                  | 4:36  |
| 2.  | 52 Girls                                 | The B-52's                  | 3:35  |
| 3.  | Rock Lobster                             | The B-52's                  | 4:54  |
| 4.  | Party Out of Bounds                      | Wild Planet                 | 3:21  |
| 5.  | Strobe Light                             | Wild Planet                 | 4:00  |
| 6.  | Private Idaho                            | Wild Planet                 | 3:34  |
| 7.  | Quiche Lorraine                          | Wild Planet                 | 3:57  |
| 8.  | Mesopotamia (Remix)                      | Mesopotamia                 | 3:50  |
| 9.  | Song for a Future Generation             | Whammy!                     | 3:59  |
| 10. | Summer of Love (Original Unreleased Mix) | Bouncing off the Satellites | 4:35  |
| 11. | Channel Z                                | Cosmic Thing                | 4:50  |
| 12. | Deadbeat Club                            | Cosmic Thing                | 4:54  |
| 13. | Love Shack                               | Cosmic Thing                | 5:22  |
| 14. | Roam                                     | Cosmic Thing                | 4:52  |
| 15. | Good Stuff                               | Good Stuff                  | 5:55  |
| 16. | Is That You Mo-Dean?                     | Good Stuff                  | 5:07  |
| 17. | Debbie                                   | Inédit                      | 3:34  |
| 18. | Hallucinating Pluto                      | Inédit                      | 4:19  |